# Iabluneve, Barîșivka
Iabluneve (în ucraineană Яблуневе) este localitatea de reședință a comunei Iabluneve din raionul Barîșivka, regiunea Kiev, Ucraina.

## Demografie
Componența lingvistică a localității Iabluneve
     Ucraineană (90,48%)
     Rusă (1,69%)
     Alte limbi (0,26%)
Conform recensământului din 2001, majoritatea populației localității Iabluneve era vorbitoare de ucraineană (90,48%), existând în minoritate și vorbitori de armeană (7,43%) și rusă (1,69%).